# Lista de episódios de Naruto Shippuden (2.ª temporada)
Esta é uma lista de episódios da segunda temporada de Naruto Shippuden. Foi exibida entre 18 de outubro de 2007 e 3 de abril de 2008, compreendendo do episódio 31 ao 53. 
| # | Título                                                | Estreia    |
| --- | ----------------------------------------------------- | ---------- |
| 31 | "O Legado" "継がれゆくもの"                           | 18/10/2007 |
| Chiyo usa um jutsu de troca de vida para reviver Gaara, e morre em troca. |                                                       |            |
| 32 | "A Volta do Kazekage" "風影の帰還"                    | 25/10/2007 |
| Gaara é recebido na Vila da Areia por todos os habitantes da Vila, e um homem de nome falso Sai entrará no time Kakashi. Tobi e Zetsu recolhem o anel de Sasori. |                                                       |            |
| 33 | "Um Novo Alvo" "新たなる目標"                         | 8/11/2007  |
| Naruto busca um novo integrante para completar o Time Kakashi, que estava com um membro a menos desde que Sasuke abandonou a vila, porém não obtém sucesso: todos estão ocupados em outras missões. Sai surge e ataca Naruto e o time de Shikamaru enquanto estes conversavam. |                                                       |            |
| 34 | "Formação! A Nova Equipe Kakashi" "結成！新カカシ班"  | 15/11/2007 |
| O novo Time Kakashi é completado com dois membros da ANBU: um da raiz, Sai, e Yamato, nome falso de outro membro da ANBU normal. |                                                       |            |
| 35 | "Uma Adição Indesejada" "不必要な行為"                | 22/11/2007 |
| Yamato é instruído por Tsunade, Jiraiya e Kakashi a como lidar com Naruto. Posteriormente, em particular, Tsunade pede que Yamato vigie Sai, pois este foi adicionado ao time por um rival do Terceiro Hokage que provavelmente ainda guarda mágoas, e possivelmente tentará as descarregar em Tsunade, neta do Primeiro Hokage e que segue as ideias do Terceiro. |                                                       |            |
| 36 | "O Falso Sorriso" "偽りの笑顔"                        | 29/11/2007 |
| Yamato tenta conciliar o time Kakashi, sem sucesso até que este começasse a impor medo aos integrantes. |                                                       |            |
| 37 | "Sem Título" "無題"                                   | 29/11/2007 |
| Yamato organiza as instruções para a missão do dia seguinte. |                                                       |            |
| 38 | "Simulação" "模擬戦闘訓練"                            | 6/12/2007  |
| Yamato simula a missão do dia seguinte, e enfrenta novamente problemas de relacionamento no time. |                                                       |            |
| 39 | "A Ponte Tenchi" "天地橋"                             | 13/12/2007 |
| Yamato contata o espião, e descobre que ele é Kabuto. Porém este na verdade era um duplo-espião, e tenta matar Sasori quando Orochimaru chega. Yamato, revelado, chama seus subordinados de equipe, Naruto, Sakura e Sai. |                                                       |            |
| 40 | "A Nove Caudas se Liberta" "九尾解放!!"               | 20/12/2007 |
| Naruto fica furioso com Orochimaru, e liberta três caudas da Kyuubi sobre a forma de pele do demônio. Bate em Orochimaru e Kabuto e destrói a ponte. Então Yamato fica preso de um lado com Sakura e Sai. |                                                       |            |
| 41 | "A Missão Super Secreta se Inicia" "極秘任務スタート" | 20/12/2007 |
| Sai inicia uma missão secreta, e parte para o lado da ponte onde está ocorrendo a luta entre Naruto e Orochimaru. Naruto havia arrancado um braço de Orochimaru, mas este usou uma técnica especial e criou um novo corpo de dentro do seu, em perfeito estado. Naruto enfurece-se mais, e libera a quarta cauda da Kyuubi. |                                                       |            |
| 42 | "Orochimaru Versus Jinchuuriki" "大蛇丸VS人柱力"      | 10/1/2008  |
| A luta entre Orochimaru e Naruto se inicia. Naruto com a pele do demônio de quatro caudas libera imenso poder, e ataques descomunais. O clone de Yamato e Sai observam à uma distância segura, separados uns dos outros. Kabuto se recupera, mas não ataca Yamato e Sakura. |                                                       |            |
| 43 | "As Lágrimas de Sakura" "サクラの涙"                  | 17/1/2008  |
| Orochimaru troca de pele novamente, e Sai se dirige a ele. Sakura pede chorando que Naruto pare com o que está fazendo, mas Naruto havia sido substituído pela Kyuubi, que a atacou e feriu-a seriamente no braço. Yamato aprisiona a Kyuubi, mas não a tempo de impedir o golpe anterior. Kabuto cura a ferida no braço de Sakura, em troca de ver mais membros da Akatsuki mortos pelo time Kakashi, e então parte para ajudar Orochimaru, que no momento já deveria ter vontade de ir embora. Sai se revela um mensageiro a serviço de Danzou, mas Orochimaru o ataca inesperadamente. Yamato consegue trazer Naruto de volta, porém este está seriamente ferido. |                                                       |            |
| 44 | "O Segredo da Batalha" "戦いの顛末"                   | 24/1/2008  |
| É revelado que o Sai atacado era apenas um clone. O verdadeiro aparece e entrega a mensagem a Orochimaru. Em seguida, é aceito, e os acompanha para longe do campo de batalha. O clone de madeira de Yamato os segue. Naruto é curado por Sakura, e não se lembra de nada do que aconteceu. |                                                       |            |
| 45 | "As Consequências da Traição" "裏切りの果て"          | 31/1/2008  |
| Yamato explica a Naruto e Sakura os planos de Danzou: ele quer unir forças com Orochimaru para destruir a organização atual da Vila da Folha e se tornar Hokage, sendo aliado da Vila do Som. Após isto, Yamato chama Sakura e Naruto (ainda feridos pela batalha) para que persigam Orochimaru: em se tratando dele, não haveria segunda chance, a próxima vez que fosse visto poderia ser na destruição da vila. Yamato depara-se com um corpo falso de Sai, e percebe que precisará ser mais cauteloso, pois Orochimaru descobriu estar sendo seguido. Então, após perceber que Sakura não contava à Naruto a verdade que havia acontecido, sempre eliminando dele a culpa pela destruição (e por atingi-la no braço), Yamato chama Naruto à parte e lhe conta que foi ele que a machucou. Naruto fica chocado. |                                                       |            |
| 46 | "A Página Inacabada" "未完の頁"                       | 7/2/2008   |
| Yamato explica o motivo de ter contado a Naruto que havia sido ele a machucar Sakura, e causar tanta destruição naquele local: convencê-lo de que Naruto é forte por si só, e não precisa da força da Kyuubi. Como exemplo, disse que o chakra da Kyuubi é poderoso, mas Naruto só consegue suportá-la sem morrer porque seu próprio chakra a segura. Yamato, Sakura e Naruto descobrem que o livro de desenhos de Sai representa o crescimento de Sai e seu irmão, página a página, partindo das capas para o centro não-terminado. Enquanto isto, o clone de Yamato, que ainda seguia Orochimaru, Sai e Kabuto, descobre onde fica o esconderijo e informa Yamato. Sai, ao entrar neste esconderijo, se depara com Uchiha Sasuke.                                                                                |                                                       |            |
| 47 | "Infiltração! O Covil da Cobra" "潜入！毒蛇の巣窟"    | 14/2/2008  |
| Yamato, Naruto e Sakura infiltram-se no esconderijo de Orochimaru. Usando as sementes rastreadoras (do mesmo tipo que Yamato mandou Sakura e Naruto ingerirem antes de entrar), Yamato descobre a localização de Sai. Kabuto havia apresentado a Sai o quarto em que este ficaria enquanto estivesse no esconderijo, e trancou-o por fora. Enquanto retornava a seus afazeres, Kabuto percebe que esqueceu os documentos que Sai lhes repassou, e que contém informações sobre membros da ANBU, e retorna ao quarto para buscá-lo. Enquanto isto, Sai faz uma invocação de um livro secreto, cujo conteúdo não foi revelado, mas que continha fotos de ninjas riscadas. O time de Yamato também segue em direção ao quarto de Sai.                                                                                 |                                                       |            |
| 48 | "Laços" "つながり"                                    | 28/2/2008  |
| A equipe de Yamato adentra os aposentos de Sai, interrogam-no (ele colabora, pois a missão fracassou assim quando eles o encontraram) e levam-no para fora, preso por uma técnica de madeira. |                                                       |            |
| 49 | "Algo Importante" "大切なモノ"                        | 6/3/2008   |
| Kabuto surge na superfície e liberta Sai. Entretanto, este muda de lado, e decide ajudar a equipe de Yamato, segurando Kabuto para que Yamato o prendesse com a técnica de madeira. Naruto e Sai, Sakura e Yamato, em duplas, procuram por Sasuke. |                                                       |            |
| 50 | "A História do Álbum Ilustrado" "なモノ蛇の巣窟"      | 13/3/2008  |
| Sai termina o desenho do seu livro, e sorri verdadeiramente pela primeira vez. Orochimaru aparece, e com isto, todos se reúnem para confrontá-lo. Sai vai em busca de Sasuke. Orochimaru poupa a vida de todos, e "vai tratar alguns assuntos com Sai". Como Sai havia largado sua mochila no instante em que Orochimaru apareceu, Sakura leu novamente seu livro de desenhos, e Yamato leu seu livro secreto, que havia sido invocado dentro da cela. Descobrem então que Sasuke está em sua lista de pessoas a assassinar. |                                                       |            |
| 51 | "Reencontro" "再会"                                   | 20/3/2008  |
| Yamato conclui que a missão ultra secreta de Sai na verdade era matar Sasuke, e não servir de mensageiro. Enquanto isto, Sai tenta discretamente usar Ninpou • Choujuu Giga, para aprisionar Sasuke e levá-lo de volta à Konoha, porém este escapa das cobras desenhadas por Sai apenas com sua força, e destrói parte do esconderijo de Orochimaru. Naruto, Sakura e Yamato rapidamente chegam à cratera formada. Sai confirma que sua verdadeira missão era matar Sasuke por este ser perigoso demais para Vila Oculta da Folha, mas mudou de ideia e quis levá-lo vivo. |                                                       |            |
| 52 | "O Poder do Uchiha" "うちはの力"                      | 20/3/2008  |
| Sasuke mostra ter desfeito todos os laços de amizade, trocando-os pelo laço de ódio por seu irmão mais velho. Revela não ter matado Naruto anteriormente pelo mero capricho de não conseguir dar o prazer ao irmão de conseguir poder da mesma forma, e decide matar Naruto ali mesmo. Sua velocidade surpreende a todos, mas Sai consegue detê-lo. Sasuke se livra de ambos com o Chidori Nagashi, e acerta o braço direito de Yamato com o Chidori Kouken. Yamato fica paralisado, e seu Mokuton - Moku Bunshin no Jutsu é desfeito, permitindo que Kabuto se livre do Mokuton - Mokushibari no Jutsu sem maiores preocupações. |                                                       |            |
| 53 | "Título" "題名"                                       | 3/4/2008   |
| Yamato decide lutar a sério com Sasuke, mas este aborrece-se e decide usar um jutsu que terminaria com tudo, porém é impedido por Orochimaru e convencido por Yamato. Juntos então desaparecem entre chamas, fazendo Naruto e Sakura chorarem, percebendo o fracasso. Jiraiya conta a Kakashi um resumo do ocorrido, e Yamato conta a Tsunade um resumo sobre Sai e a ANBU Raiz, entregando o envelope com as informações de membros da ANBU que Sai entregou a Orochimaru. |                                                       |            |